# Novhorodka
Novhorodka (în ucraineană Новгородка) este așezarea de tip urban de reședință a raionului Novhorodka din regiunea Kirovohrad, Ucraina. În afara localității principale, mai cuprinde și satele Velîka Ceceliivka și Voronțivka.

## Demografie
Componența lingvistică a așezării de tip urban Novhorodka
     Ucraineană (97,75%)
     Rusă (1,87%)
     Alte limbi (0,33%)
Conform recensământului din 2001, majoritatea populației așezării de tip urban Novhorodka era vorbitoare de ucraineană (97,75%), existând în minoritate și vorbitori de rusă (1,87%).